# José Trinidad Zapata Ortiz
José Trinidad Zapata Ortiz (San Vicente de Plenitud, 24 maggio 1959) è un vescovo cattolico messicano, dal 20 marzo 2014 8º vescovo di Papantla.

## Biografia
José Trinidad Zapata Ortiz è nato da una povera famiglia il 24 maggio del 1959 a San Vicente de Plenitud, ma è riuscito a frequentare ugualmente gli studi e anche il seminario.
Ha ricevuto l'ordinazione presbiterale il 9 maggio del 1990 da papa Giovanni Paolo II, all'età di quasi trentun'anni ed è stato nominato parroco nella parrocchia di Catemaco.
Successivamente ha completato i suoi studi di filosofia e teologia presso il Seminario di Cristo in Coatlinchan. È stato rettore del seminario di Cristo Re, dal 17 giugno 1998 al 28 maggio 2004.

### Ministero episcopale
Il 12 giugno 2004 papa Giovanni Paolo II lo ha nominato vescovo di San Andrés Tuxtla ed è stato consacrato il 31 luglio dello stesso anno.
Ha ricoperto vari incarichi nel consiglio permanente della provincia ecclesiastica di Xalapa, responsabile al fenomeno dei nuovi gruppi religiosi dal 2006 al 2009 e infine membro del consiglio permanente dalla provincia ecclesiastica di Xalapa dal 2012 al 2015.
Il 20 marzo 2014 papa Francesco lo ha nominato vescovo di Papantla.
Dal 13 agosto 2021 all'8 febbraio 2022 è stato amministratore apostolico di Jalapa.

## Genealogia episcopale
La genealogia episcopale è:
- Cardinale Scipione Rebiba
- Cardinale Giulio Antonio Santori
- Cardinale Girolamo Bernerio, O.P.
- Arcivescovo Galeazzo Sanvitale
- Cardinale Ludovico Ludovisi
- Cardinale Luigi Caetani
- Cardinale Ulderico Carpegna
- Cardinale Paluzzo Paluzzi Altieri degli Albertoni
- Papa Benedetto XIII
- Papa Benedetto XIV
- Cardinale Enrico Enriquez
- Arcivescovo Manuel Quintano Bonifaz
- Cardinale Buenaventura Córdoba Espinosa de la Cerda
- Cardinale Giuseppe Maria Doria Pamphilj
- Papa Pio VIII
- Papa Pio IX
- Arcivescovo José María Ignacio Montes de Oca y Obregón
- Arcivescovo Próspero María Alarcón y Sánchez de la Barquera
- Arcivescovo Leopoldo Ruiz y Flóres
- Arcivescovo Luis María Altamirano y Bulnes
- Arcivescovo Octaviano Márquez y Tóriz
- Arcivescovo Emilio Abascal y Salmerón
- Vescovo Guillermo Ranzahuer González
- Vescovo José Trinidad Zapata Ortiz